# Parchetul Vâlcea
Parchetul Vâlcea este un monument istoric aflat pe teritoriul municipiului Râmnicu Vâlcea.